# 橫手市
橫手市（日语：／ Yokote shi */?）是位於日本秋田縣東南部的市，也是縣內人口數第二多的市。轄區地處橫手盆地內，雄物川流經東部地區並往北流，當地人口則集中在橫手站的周邊地區。橫手市在戰國時代由小野寺氏統治，至江戶時代則成為久保田藩的領地。當地為秋田縣內主要的蘋果、櫻桃與葡萄產地，其蛇麻產量則在2022年至2024年連續3年位居日本的市町村行政區第一。而橫手市也是横手炒麵的發源地。

## 地理
橫手市內約54%的面積被森林覆蓋。轄區地處橫手盆地的中央，東部坐落小鈴森、南鄉岳、大川目山等奧羽山脈的山岳，西部則為出羽山地的保呂羽山及三森山等。發源自奧羽山脈的皆瀨川與成瀨川在市內匯流後，於轄區的西南部邊界注入流經東部地區的雄物川。

### 氣候
由於橫手市地處被諸多山岳包圍的盆地內，因此各季節之間的氣溫變化相當明顯，並具有日本海側氣候的特徵。根據統計，2012年至2021年，當地的年均溫為11.6℃，而4月、9月及10月的降雨天數較多。橫手市夏季的白天相當炎熱，夜晚較為悶熱；而冬季受到西北季風的吹拂，因此氣溫相當寒冷。市內的舊增田町、大森町、雄物川町與山内村一帶皆被指定為特別豪雪地帶，其餘地區則為豪雪地帶。

## 歷史
橫手市自1萬4千年前的舊石器時代便有人類居住，而市內也曾發掘出多處繩紋時代的遺跡。其中坐落在橫手川河階上的岩瀨遺跡曾出土過日本最古老的石匙。而當地在繩紋時代中期以後的聚落多為環繞著中央廣場的環狀聚落，如神谷地遺跡等。橫手市的彌生時代遺跡多分布在河川沖積而成的平地上，並在遺跡內發掘出繩文土器等文物。5世紀左右，市內受到古墳時代的文化影響，因此陸續出現清水B遺跡與一本杉遺跡等沒有爐竈的竪穴式住居所形成的聚落。同時清水B遺跡內也曾出土過秋田縣內最古老的有蓋高坏（須惠器）與大量的土師器。

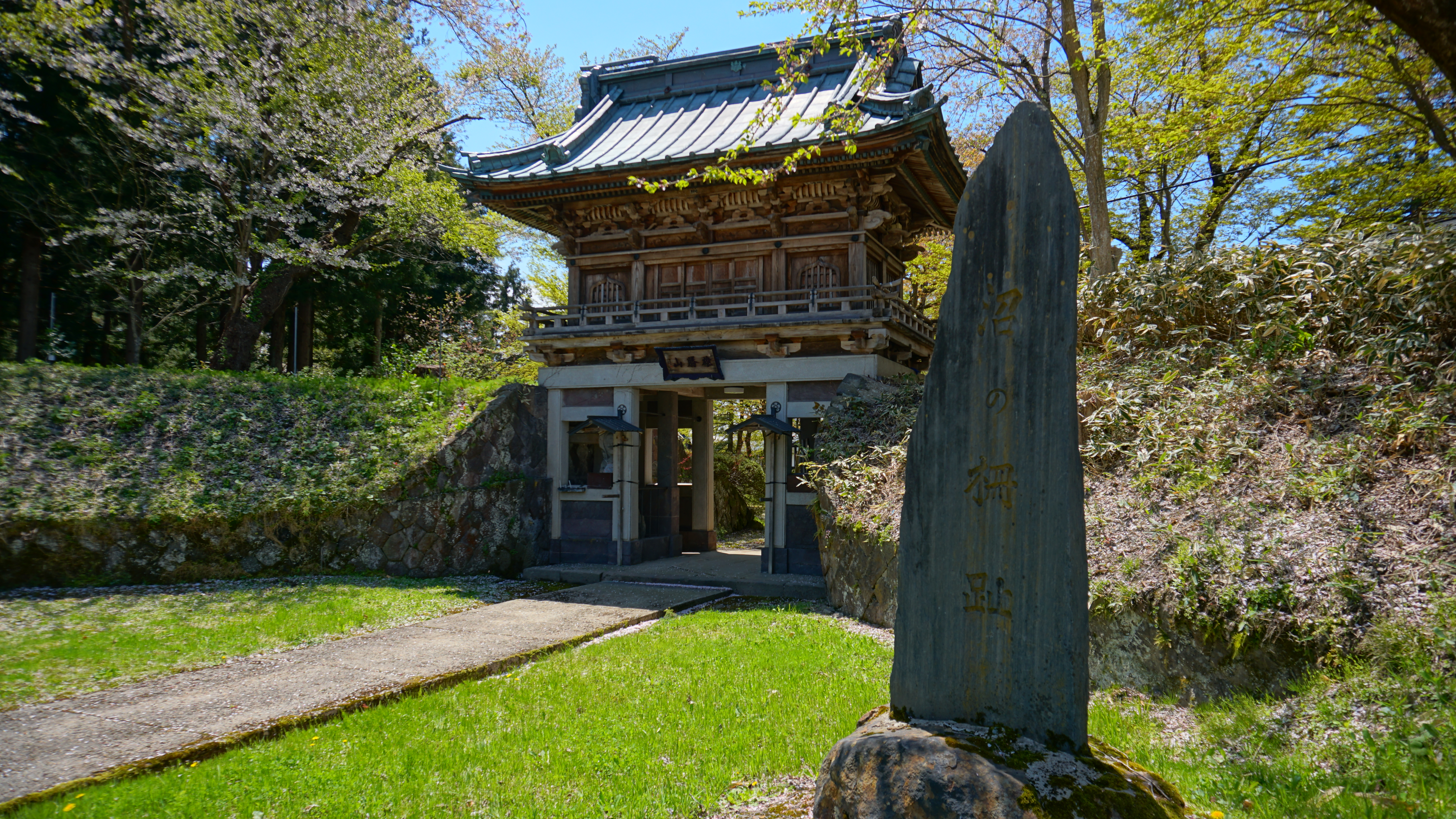
雄勝山藏光院前的沼柵遺跡石碑

奈良時代，日本朝廷將律令制逐步擴張至本州北部，並於天平寶字3年（759年）在出羽國設置平鹿郡與雄勝郡，而平鹿郡的範圍涵蓋現今的横手市轄區。平安時代，日本朝廷的勢力範圍擴張至橫手盆地北部，並在現今大仙市與美鄉町的邊界地帶設置拂田柵。同時據『陸奧話記』的記載，位於現今橫手市役所東北方的大鳥井山遺跡，被認為是前九年之役中出羽清原氏一族的清原光賴及其子清源賴遠的根據地。而出羽清原氏在當地建造的金澤柵及沼柵則為後三年之役中成為主要戰場之一。

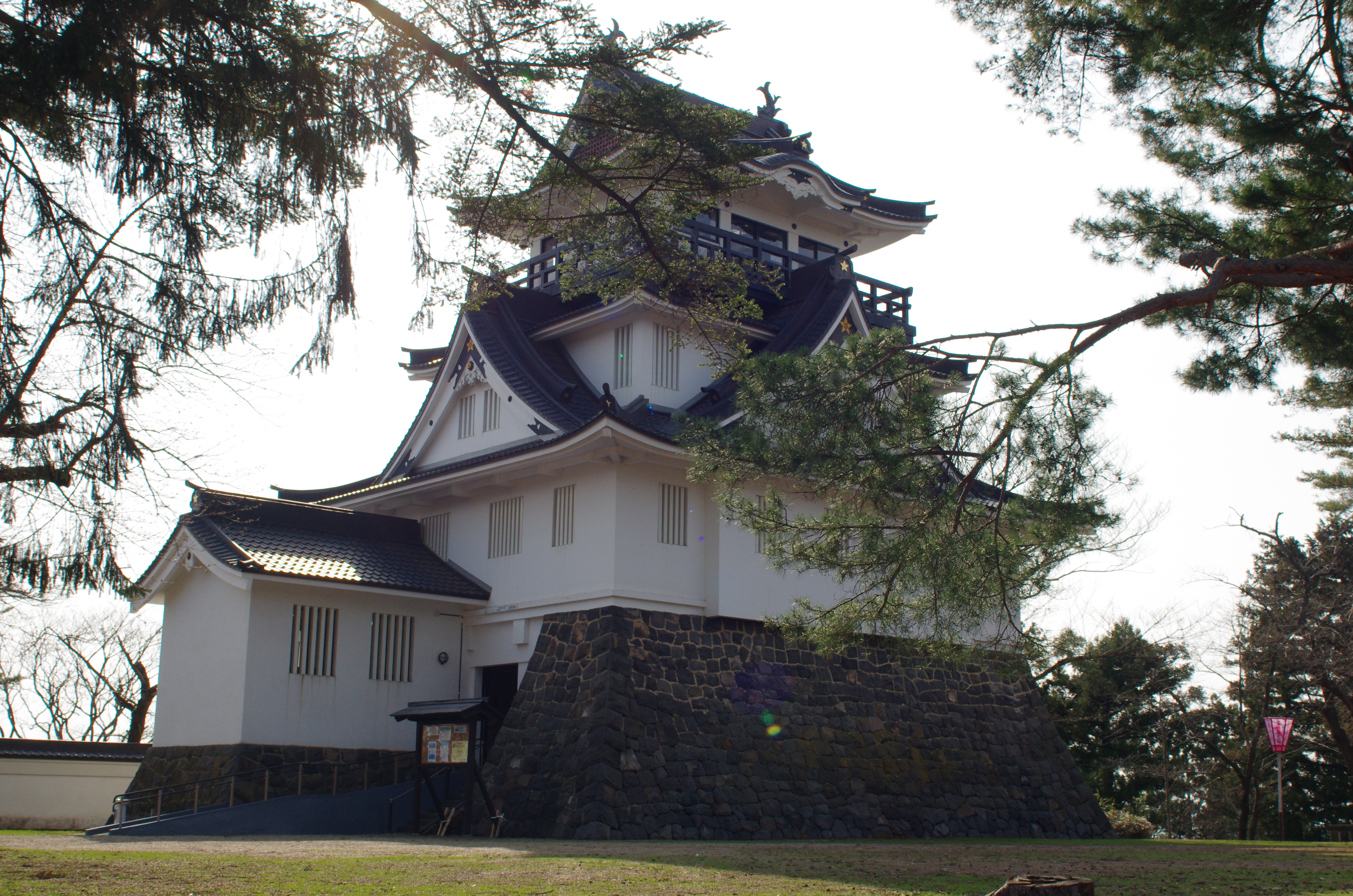
橫手公園內的橫手城模擬天守

文治5年（1189年），源賴朝在奧州合戰中消滅奥州藤原氏後，尾張國的松葉惟泰成為平鹿郡的地頭，並自稱為平賀氏（安藝平賀氏）；而獲封雄勝郡地頭的小野寺氏則以稻庭城作為根據地及居城，並在室町時代將勢力擴張至由利郡和最上郡。大永年間（1521年至1528年），小野寺稙道的次子小野寺晴道奉足利義晴之命擔任稻庭城的城主，稙道則移居至平鹿郡西部的沼館城。天正7年（1579年）左右，稙道之子小野寺輝道據信在當地修築橫手城；而小野寺氏也將其氏族成員與家臣分封至增田城、淺舞城與大森城等城堡做為支城，並擴大在平鹿郡的勢力。天正19年（1591年），小野寺義道因其領地在奧州仕置期間爆發仙北一揆，因此被豐臣秀吉沒收約三分之一的領地，僅安堵上浦郡共3萬1600石。
慶長6年（1601年），小野寺義道因在關原之戰中支持西軍而遭到改易，橫手地區改由轉封至出羽國久保田藩的佐竹義宣統治。慶長20年（1615年），久保田藩內除橫手城外的多座城堡皆在一國一城令中遭到廢除，而橫手城則由戶村氏擔任城代至幕末時期。慶應4年（1868年），橫手城在戊辰戰爭中遭奧羽越列藩同盟的軍隊攻陷並被燒毀。而位於南部的增田地區在江戶時代至近代作為在鄉町而相當繁榮，並且因保留著江戶時代的街道區劃而於2013年被指定為重要傳統的建造物群保存地區。
明治22年（1889年），日本實施町村制，而當地至明治24年（1889年）共有1町25村。昭和8年（1933年），朝倉村編入橫手町，而該町則於昭和26年（1951年）和榮村與旭村合併，並改制為橫手市。昭和30年（1955年），橫手市與境町村和黑川村進行合併，並於昭和31年（1956年）將金澤町編入。昭和34年（1959年），山內村的部分地區併入橫手市內。平成17年（2005年）10月1日，橫手市與增田町、平鹿町、雄物川町、大森町、十文字町、山內村與大雄村合併成現今的橫手市。

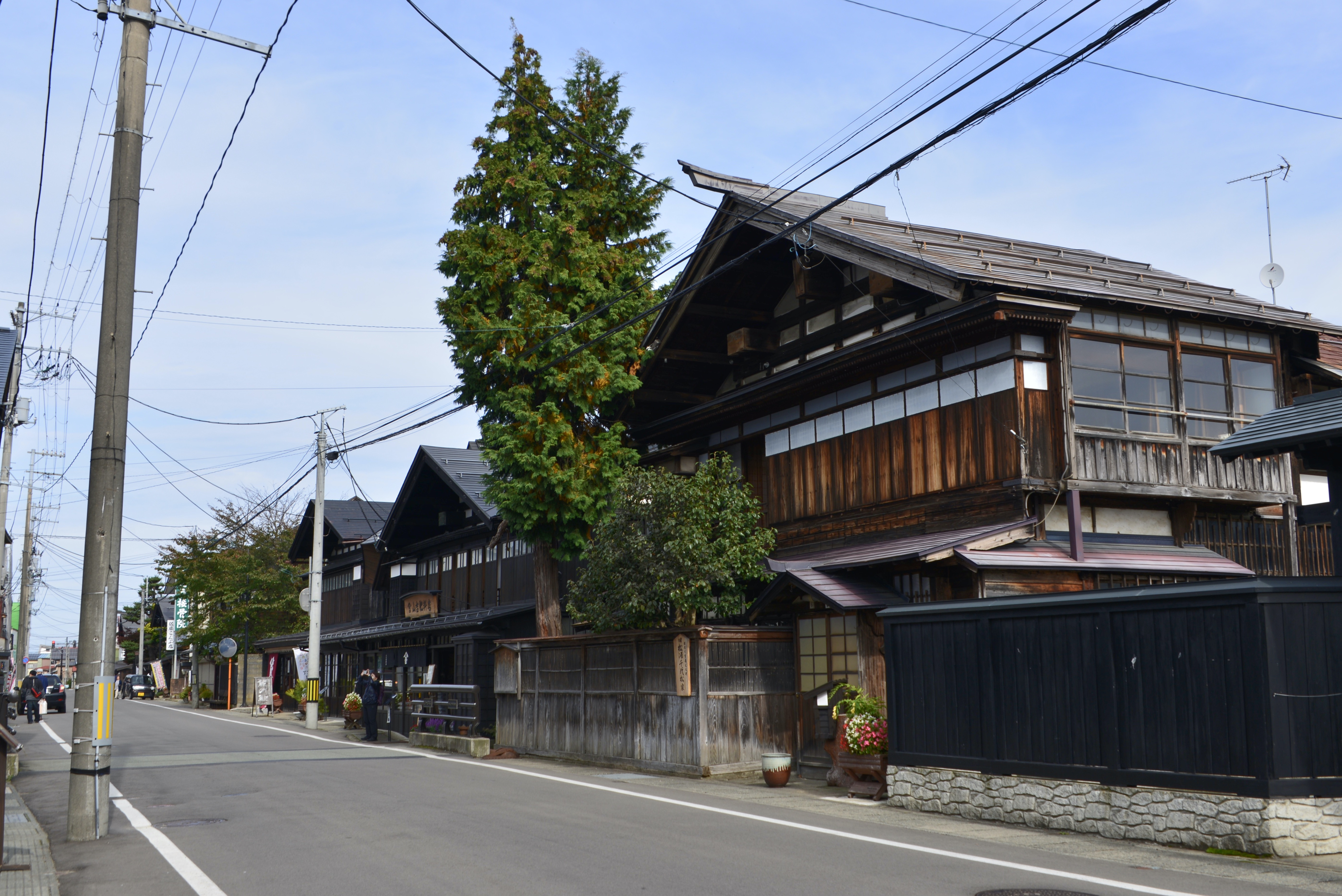
位於橫手市增田傳統的建造物群保存地區的舊松浦家住宅

明治29年（1896年）8月31日的陸羽地震在現今橫手市的轄區引發震度6強的地震，並造成18人死亡、111人受傷、1019棟建築全毀和690棟建築半毀。2011年3月11日的日本東北地方太平洋近海地震則在當地引發震度5弱的地震，並造成市內停電長達31小時。

## 行政
現任市長高橋大於2021年10月在選舉中第2次成功連任，其任期將持續至2025年10月。

## 人口
橫手市的總人口數在二戰期間至戰後迅速增加，至1955年達到最高峰14萬6037人。隨後當地許多年輕人在日本戰後經濟奇蹟時期因升學與就職等因素而流向大都市，使市內的人口數開始減少。當地的總人口數在2020年的日本國勢調查時為85,555人，並預估2070年將僅剩約28,058人。而據2020年的統計，市內的高齡人口占比為39.1%，預估2070年將上升至55%。
| 橫手市人口分布圖 |                                               |  |
| 橫手市與日本全國年齡別人口分布比較圖 （2005年資料） | 橫手市的年齡、男女別人口分布圖 （2005年資料） |  |
| ■紫色是橫手市 ■綠色是全国 | ■藍色是男性 ■紅色是女性                       |  |
| 橫手市人口變化 \| 1970年 \| 124,160人 \| \| \| 1975年 \| 119,716人 \| \| \| 1980年 \| 120,479人 \| \| \| 1985年 \| 119,088人 \| \| \| 1990年 \| 115,761人 \| \| \| 1995年 \| 112,600人 \| \| \| 2000年 \| 109,004人 \| \| \| 2005年 \| 103,652人 \| \| \| 2010年 \| 98,367人 \| \| \| 2015年 \| 92,197人 \| \| \| 2020年 \| 85,555人 \| \| |                                               |  |
| 資料來源：日本總務省統計中心提供之人口普查數據 |                                               |  |
| 1970年 | 124,160人                                     |  |
| 1975年 | 119,716人                                     |  |
| 1980年 | 120,479人                                     |  |
| 1985年 | 119,088人                                     |  |
| 1990年 | 115,761人                                     |  |
| 1995年 | 112,600人                                     |  |
| 2000年 | 109,004人                                     |  |
| 2005年 | 103,652人                                     |  |
| 2010年 | 98,367人                                      |  |
| 2015年 | 92,197人                                      |  |
| 2020年 | 85,555人                                      |  |

## 經濟

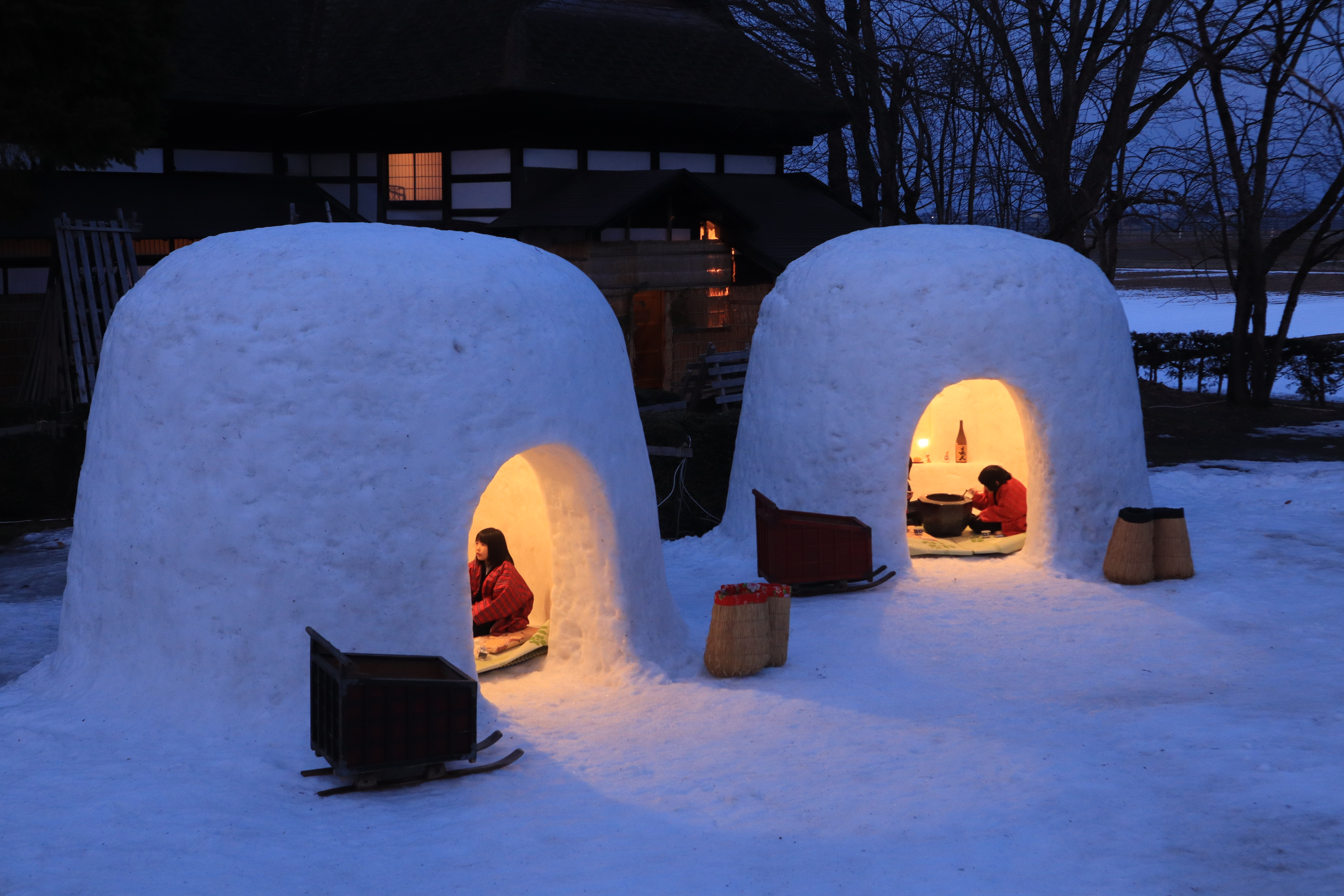
於橫手雪祭中打造的雪屋(日本)

根據日本2020年的國勢調查統計，橫手市的就業人口中有14.8%從事第一級產業，25.3%的就業人口從事第二級產業，其餘的59.9%則從事第三級產業。當地的農業以生產稻米、西瓜、蘆筍、毛豆、蛇麻等農產品為主，其中蛇麻的產量在2022年至2024年皆位居日本的市町村行政區第一；市內的農業近年來則面臨勞動力人口減少與高齡化等問題。而橫手市也是秋田縣主要的蘋果、櫻桃與葡萄產地。工商業方面，當地的就業人口多從事製造業、保健衛生業與不動產業等。而據統計，2017年市內的製造品出貨總額約為1311億日圓，其中製造運輸用機械的產業出貨額約占總額的36%。
由於橫手市內擁有許多自然資源及歷史建物，加上當地每年會在小正月舉辦的橫手雪祭中舉行年中行事「雪屋」，因此吸引許多遊客前來。根據統計，2006年至2019年，當地每年約有302.3萬至405.1萬名遊客到訪。

## 教育
橫手市內共有14所小學校、6所中學校、1所中高一貫學校與5所高等學校。根據2023年5月的統計，市內共有3368名小學生、1899名中學生與2295名高等學校的學生。

## 交通

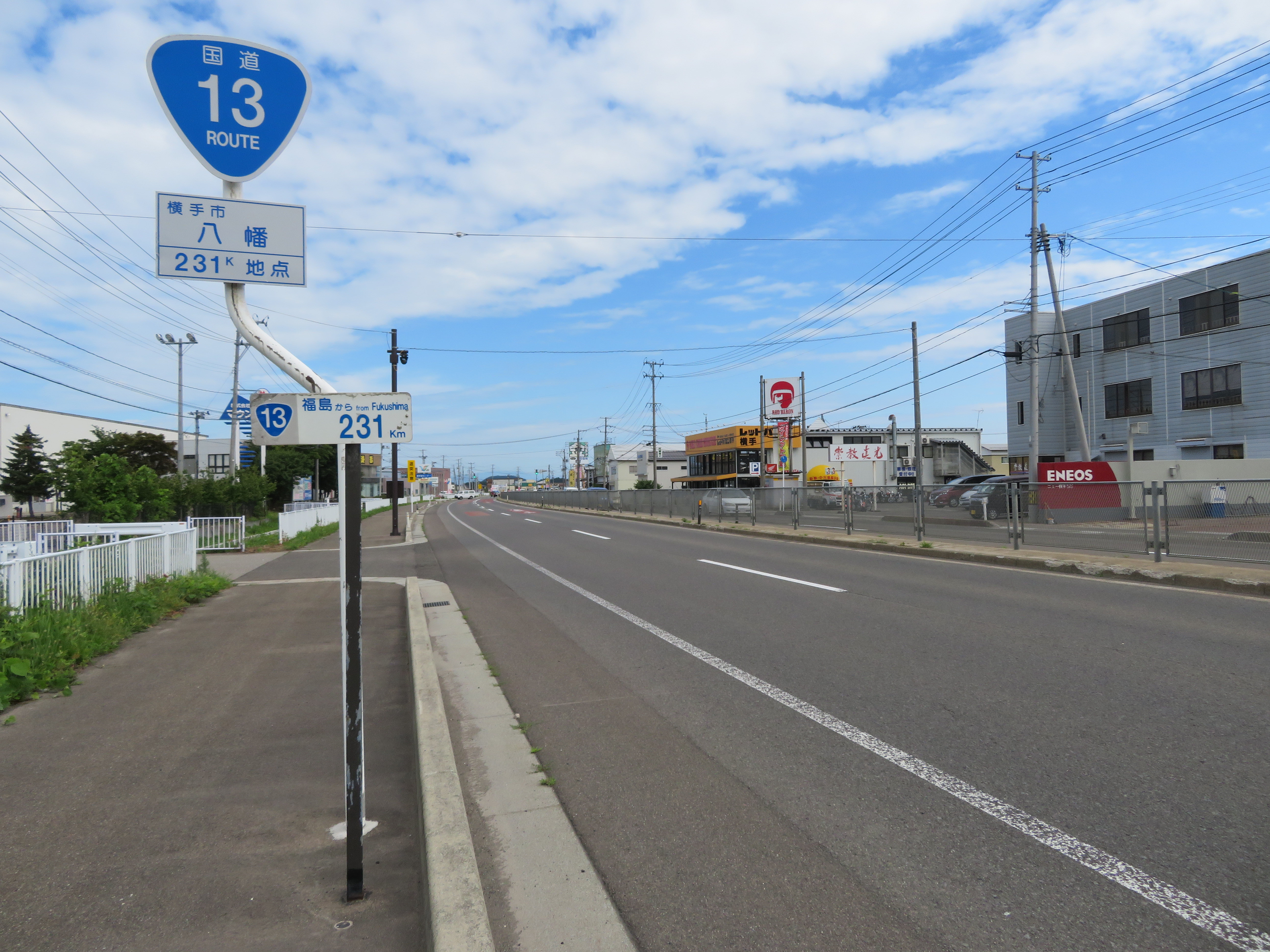
通過橫手市的國道13號
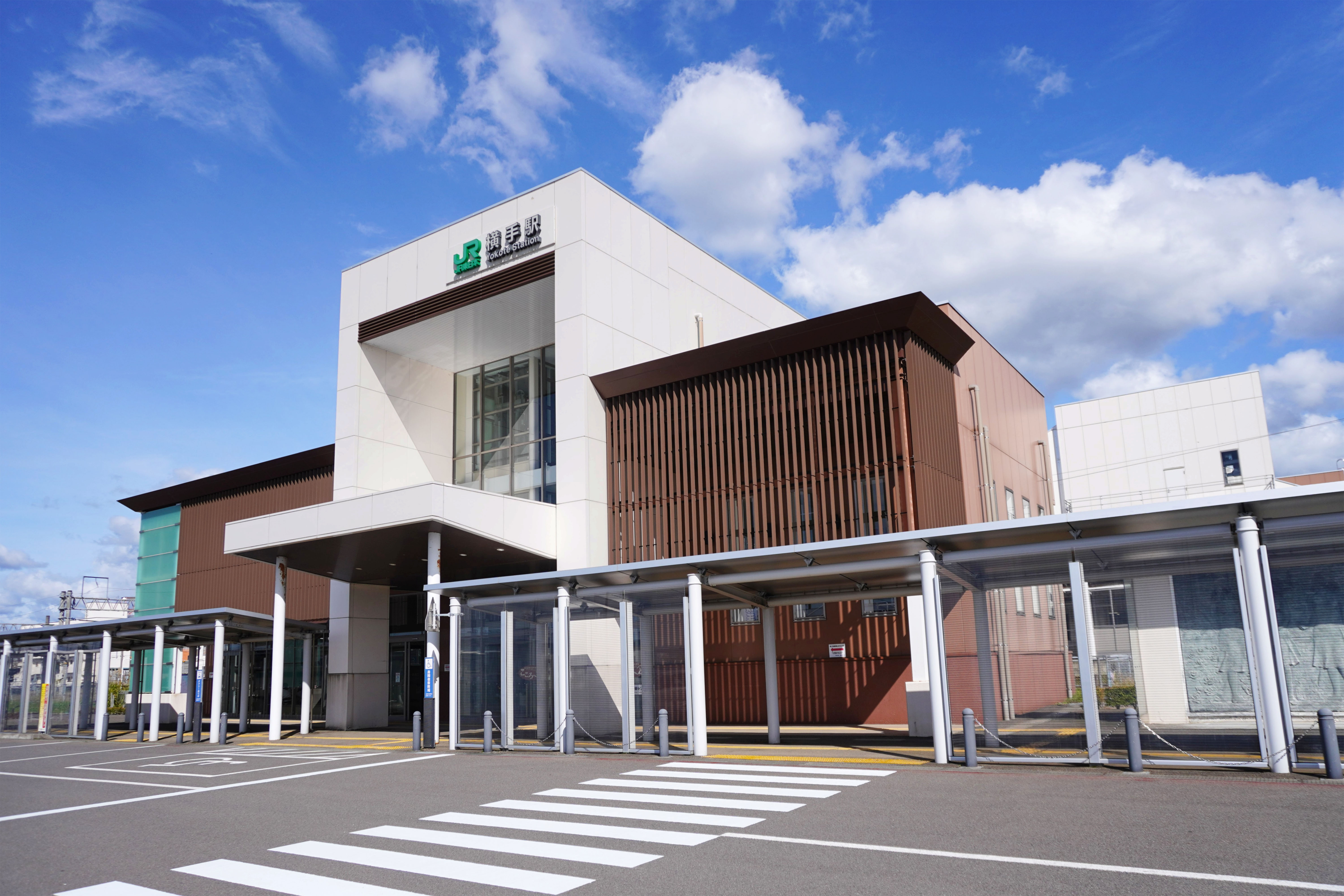
橫手站的西出入口

國道13號以南北向通過橫手市的中央地帶，並分別在轄區南端和市中心與東西走向的國道342號和國道107號；東北中央自動車道則在市內設置2處交流道，並透過橫手IC與由東往西北的秋田自動車道連接。鐵路方面，JR東日本的奧羽本線和北上線皆通過橫手市。位於市中心的橫手站為上述2條鐵路共同使用的車站，也是北上線的終點站。奧羽本線由南往北另設十文字站、醍醐站與柳田站，北上線則由東往西設置黑澤站、小松川站與相野野站。

## 友好城市
橫手市與以下日本行政區為友好城市:
| 市町村 | 都道府縣 | 締結日期       |
| ------ | -------- | -------------- |
| 厚木市 | 神奈川縣 | 1985年5月24日  |
| 那珂市 | 茨城縣   | 2004年10月22日 |

## 外部連結
- 橫手市公所 （日語）（页面存档备份，存于）
  - 横手市市况要览 （简体中文）（页面存档备份，存于）